# Christiane Loizides
Christiane Loizides (geboren 25. Dezember 1948 in Alsfeld (Hessen); gestorben 29. März 2023 in Frankfurt) war eine deutsche Juristin und Politikerin (CDU). Sie war Vizepräsidentin des Verwaltungsgerichts Gießen und stellvertretende Landesanwältin des Staatsgerichtshofs des Landes Hessen.

## Leben

### Ausbildung
Loizides studierte Rechtswissenschaft an der Justus-Liebig-Universität Gießen und der Georg-August-Universität Göttingen. Im Februar 1972 absolvierte sie die Erste Juristische Staatsprüfung und nahm anschließend eine Stelle als wissenschaftliche Mitarbeiterin am Lehrstuhl für Byzantinisches Recht und Rechtsgeschichte der Johann Wolfgang Goethe-Universität Frankfurt am Main wahr, wo sie an einem Forschungsprojekt der Deutschen Forschungsgemeinschaft in Zypern mitarbeitete. 1976 schloss sie ihre juristische Ausbildung mit der Zweiten juristischen Staatsprüfung ab.

### Juristischer Werdegang
Von 1977 bis 1981 arbeitete sie im Bundesamt für Ernährung und Forstwirtschaft in Frankfurt am Main, zuletzt war sie dort Leiterin des Zentralen Rechtsreferates.
1981 wurde sie zur Richterin am Verwaltungsgericht Frankfurt am Main ernannt. Schwerpunkte ihrer Tätigkeit waren Baurecht, Polizei- und Ordnungsrecht, Atomrecht, Straßenplanungsrecht, Wohnungsaufsichtsrecht und kommunales Steuerrecht. Von 1988 bis 1989 wurde sie an den Bausenat des Hessischen Verwaltungsgerichtshofs in Kassel abgeordnet. 1992 wurde sie zur Vorsitzenden Richterin des Verwaltungsgerichts Frankfurt am Main ernannt. Von 2002 bis 2006 war sie dort auch Pressesprecherin.
2006 bis 2007 wurde Loizides erneut abgeordnet, diesmal in das Ministerbüro des Hessischen Ministeriums für Umwelt, Ländlichen Raum und Verbraucherschutz als Leiterin des Referats „Normprüfung und Bürokratieabbau“.
Von 1996 bis 2020 war Loizides Mitglied des hessischen Justizprüfungsamtes. Ab 2. Februar 2008 war sie Vizepräsidentin des Verwaltungsgerichts Gießen, wo sie schließlich im März 2014 in den Ruhestand verabschiedet wurde.
Parallel zu ihrem Richteramt engagierte sich Loizides im Berufsgericht für Heilberufe, dessen Vorsitzende sie 1992 in Frankfurt am Main wurde. 2008 wurde sie zur Vorsitzenden des Berufsgerichts für Heilberufe in Gießen ernannt, das für ganz Hessen zuständig ist.

### Staatsgerichtshof des Landes Hessen
Von 2004 bis 2014 war Loizides stellvertretendes richterliches Mitglied des Staatsgerichtshofs des Landes Hessen. Am 13. März 2014 wurde sie als stellvertretende Landesanwältin und damit als Mitglied des Staatsgerichtshofs des Landes Hessen vor dem Hessischen Landtag vereidigt. Am 3. April 2019 wurde sie in dieses Amt wiedergewählt.

### Politischer Werdegang
Loizides war CDU-Mitglied. Zwischen 2003 und 2008 war sie Mitglied des Vorstandes des CDU-Stadtbezirksverbandes Frankfurt am Main-Innenstadt und ab 2005 dessen Vorsitzende. Ab 2009 wechselte sie in den Vorstand des Stadtbezirksverbands Frankfurt-Dornbusch, wo sie ab November 2015 Vorsitzende war.
Von April 2006 bis März 2021 war Loizides Mitglied des Ortsbeirats 9, der für die Frankfurter Stadtteile Dornbusch, Ginnheim und Eschersheim zuständig ist. Seit Mai 2006 war sie Stadtverordnete in Frankfurt am Main und wirtschaftspolitische Sprecherin der CDU-Fraktion. Im April 2021 wurde Loizides mit 72 Jahren zur Alterspräsidentin der Frankfurter Stadtverordnetenversammlung bestimmt. Während der traditionellen Aufgabe einer Alterspräsidentin, die konstituierende Sitzung zu leiten, bis die Stadtverordnetenvorsteherin Hilime Arslaner (Bündnis 90/Die Grünen) gewählt war, hielt Loizides die Eröffnungsrede, in der sie zu mehr Tempo für dringend anstehende städtische Aufgaben und zu mehr Respekt gegenüber Andersdenkenden aufrief. Der Oberbürgermeister der Stadt Frankfurt am Main Peter Feldmann (SPD) bescheinigte ihr daraufhin: „Sie mögen die Älteste sein, haben aber eines der jüngsten Herzen“.
Ab 2011 war Loizides Mitglied der Regionalversammlung Südhessen. Loizides war außerdem Mitglied der Jury des Frankfurter Gründerpreises und ab 2015 deren Präsidiumsmitglied.

### Privates
Loizides war verheiratet und Mutter zweier Kinder. Sie starb am 29. März 2023 nach kurzer und schwerer Krankheit im Alter von 74 Jahren.

## Veröffentlichungen
- Das Berufsgericht für Heilberufe. In: Karls-Heinz Hohm, Achim Schunder, Reiner Stahl (Hrsg.): Verwaltungsgericht im Wandel der Zeit. Fünfzig Jahre Verwaltungsgericht Frankfurt am Main. C. H. Beck, München 2004, ISBN 3-406-52667-5, S. 171–187. Inhaltsverzeichnis. (d-nb.info). Das Berufsgericht für Heilberufe. (PDF) Abgerufen am 21. Juli 2021.
- Zum Verhalten gegenüber Kollegen in der Öffentlichkeit. In: Hessisches Ärzteblatt Ausgabe 12/2020. Landesärztekammer Hessen, 19. November 2020, abgerufen am 22. Juli 2021.
- Keine Aufnahme sexueller Kontakte während des Arzt-Patientenverhältnisses. In: Hessisches Ärzteblatt Ausgabe 2/2021. Landesärztekammer Hessen, 25. Januar 2021, abgerufen am 22. Juli 2021.
- Keine sexuellen Kontakte während des Arzt-Patientenverhältnisses: Vertiefung und Ausblick. In: Hessisches Ärzteblatt Ausgabe 4/2021. Landesärztekammer Hessen, 24. März 2021, abgerufen am 22. Juli 2021.